# KkStB 178 sorozat
| EWA IVd kkStB 178 sorozat BBÖ 178 sorozat ČSD 422.0 sorozat SHS/JDŽ 52 sorozat PKP TKp11 sorozat FS 893 sorozat NÖLB 104 sorozat / ÖBB 92 sorozat BBÖ 178.9 sorozat / ÖBB 192 sorozat | EWA IVd kkStB 178 sorozat BBÖ 178 sorozat ČSD 422.0 sorozat SHS/JDŽ 52 sorozat PKP TKp11 sorozat FS 893 sorozat NÖLB 104 sorozat / ÖBB 92 sorozat BBÖ 178.9 sorozat / ÖBB 192 sorozat | EWA IVd kkStB 178 sorozat BBÖ 178 sorozat ČSD 422.0 sorozat SHS/JDŽ 52 sorozat PKP TKp11 sorozat FS 893 sorozat NÖLB 104 sorozat / ÖBB 92 sorozat BBÖ 178.9 sorozat / ÖBB 192 sorozat |
| --- | --- | --- |
| | | |
| Műszaki adatok | | |
| | kkStB 178 | BBÖ 178.9 |
| Gyártó: | Krauss/Linz, Floridsdorf, Bécsújhely, BMMF, StEG | Krauss/Linz, Floridsdorf, Bécsújhely, BMMF, StEG |
| Gyártásban: | 1900-1918 | 1900-1918 |
| Darabszám: | lásd a szövegben | lásd a szövegben |
| Jelleg: | D n2vt | D n2t |
| Nyomtávolság: | 1 435 mm | 1 435 mm |
| Hossz: | 9 358 mm | 9 358 mm |
| Hajtókerék-átmérő: | 1 140 mm | 1 140 mm |
| Csatolt kerekek tengelytávolsága: | 2 470 mm | 2 470 mm |
| Szolgálati tömeg: | 46,0–52,0 t | 46,0 t |
| Tapadási tömeg: | 46,0–52,0 t | 46,0 t |
| Össztengelytávolság: | 3 700 mm | 3 700 mm |
| Nagynyomású henger átmérője: | 420 mm | - |
| Kisnyomású henger átmérője: | 650 mm | - |
| Hengerátmérő: | - | 420 mm |
| Dugattyúlöket: | 570 mm | 570 mm |
| Tűzcsövek száma: | 172 | 172 |
| Rostélyfelület: | 1,61 m² | 1,61 m² |
| Sugárzó fűtőfelület: | 6,55 m² | 6,55 m² |
| Csőfűtőfelület: | 80,30 m² | 80,30 m² |
| Gőznyomás: | 13 kg/cm² | 13 kg/cm² |
| Vezérlés: | Gölsdorf | Gölsdorf |
| Gépezeti vonóerő: | 93,0 kN | 93,0 kN |
| Vízkészlet: | 5,2–7,5 m³ | 5,2 m³ |
| Tüzelőanyagkészlet: | 1,5–2,0 t | 1,5 t |
| Teljesítmény: | 570 LE (420 kW) | 570 LE (420 kW) |
| Legnagyobb sebesség: | 50 km/h | 50 km/h |
| Legkisebb pályaívsugár: | 80 m | 80 m |

A kkSTB 178 sorozat egy szertartályosgőzmozdony-sorozat volt a cs. kir. osztrák Államvasutaknál (k.k. österreichische Staatsbahnen, kkStB) mellékvonali szolgálatra és amely mozdonyokból több osztrák magánvasút is vásárolt.

## Története
A 19. század végén a Schneebergbahn (SchBB ) – mely elsősorban a szénbányavidék szénszállításának kiszolgálására épült – a Hochschneebergre irányuló turizmus növekedésével, mely fogaskerekű vasúttal lett volna elérhető, oly mértékben megnőtt, hogy a meglévő két- és háromcsatlós mellékvonali mozdonyokkal továbbra már nem volt biztosítható. Ezért Karl Gölsdorfot megbízták egy új mozdony megtervezésével.
Gölsdorf megtervezett egy erős négycsatlós szertartályos kompaund mozdonyt, amely még azokban a szűk ívekben is közlekedhetett, melyben a régi háromcsatlósok. A Krauss/Linz szállított két próbamozdonyt, melyek a 21 és 22 pályaszámokat, valamint a Willendorf és a Klaus neveket kapták. Miután 1899-ben a Bécs-Aspang Vasút (Eissenbahn Wien-Aspang, EWA) a üzemeltetését a Schneebergbahn átvette, további nyolc ilyen mozdonyt rendelt. A tíz mozdonyt a IVd sorozatba és a 71-80 pályaszámok alá osztották be.
Gölsdorf ezeken a mozdonyokon módosított Heusinger vezérlést alkalmazott, amit később róla neveztek el. Habár a megoldás bevált, sem Ausztriában, sem Európában nem alkalmazták újra. Amerikában azonban ennek továbbfejlesztése lett a Baker vezérlés.
A kkStB 1918-ig összesen 211 darabot szerzett be mellékvonalaira ebből a sorozatból, amit 178 sorozatnak számozott be. A mozdonyokat Krauss és a bécsújhelyi, floridsdorfi mozdonygyárakban és az Első Cseh-Morva Gépgyárban (BMMF) építették. Az SchBB / EWA mozdonyok az államvasúti mozdonyoktól különböztek néhány részletben. A helyi körülményeknek megfelelően a mozdonyok több-kevesebb készlettel rendelkeztek, így a szolgálati tömegük is különbözött.
Az első világháború után a sorozatból 66 mozdony a BBÖ-höz, 105 db a ČSD-hez, mint 422.0 sorozat,  Jugoszláviába mint SHS/ JDŽ 52 sorozat, Lengyelországba mint PKP TKp11 sorozat és Olaszországba, mint FS 893 sorozat került. Néhány mozdonyt Románia is kapott, ahol megtartották eredeti sorozat és pályaszámaikat.
A mozdonyok közül néhány a második világháború alatt és után néhány évig a MÁV-nál is üzemelt.

## A kkStB 178-asok a mai Ausztriában
Ausztriában 1924-ig a 178-asok száma a magánvasút által építettekkel bővült. Így a magántársaságok államosítása után összességében 85 db 178-as mozdonya volt a BBÖ-nek.
- 178.05-211 65 db a kkStB-től, nem folyamatosan számozva;
- 178.212-226 új saját építtetésű 1918-1923 között , Krauss;
- 178.232 a Steiermärkischen Landesbahnen (Friedberg-Pinkafő HÉV), Krauss 1924;
- 178.295-302 Niederösterreichische Landesbahnen (NÖLB) 104.01–08, Krauss, 1912–1919;
- 178.303–304: ex Nr. 21–22 Militäreisenbahn Felixdorf–Blumau, Krauss, 1915;
- 178.801–810: ex Nr. 71–80 der EWA, Krauss, Bécsújhely, 1898–1920;
- 178.900: a Bécs HÉV (Wiener Lokalbahnen, WLB), Bécsújhely számára készült, 1921

A 178.900 ikergépezetű mozdony volt.
Az Anschluss után a Német Birodalmi Vasút (Deutsche Reihscbanh, DRB) a 178-asokat átszámozta 92.2211-2294 sorozat és pályaszámokra. A 178.900  92.2201 pályaszámot kapott. A háborús események alatt ezekhez jött még néhány mozdony a sorozatba.
A II. világháború végén még 50 db 92 sorozatú  mozdony került az ÖBB-hez. Az ikergépes 92.2201  gép ÖBB 192.01 pályaszámot kapott., állomáshelye Linzben volt, és 1965-ben selejtezték. A 92-eseket 1970-ig vonták ki az állományból az ÖBB-nél. A 92.2256-t 1950-ben  lecserélték a WRB Nr. 74  1D1 szertartályos mozdonyára.
Ausztriában az alábbi magánvasutaknál voltak a sorozat mozdonyai használatban:
- Aspangbahn (einschließlich Schneebergbahn),
- Niederösterreichische Landesbahnen,
- Montafonerbahn,
- Steiermärkische Landesbahnen,
- Wiener Lokalbahnen
- Militäreisenbahn Felixdorf–Blumau.

A sorozat Ausztriában megőrzött mozdonyai:
- A 92.2220 kiállítva az alsó-ausztriai Puchbergben, a Schneebergbahn végállomásánál.
- A 92.2231 néhány évig kirándulóvonatokat vontatott a Montafonerbahn vasútvonalon (Vorarlbergben), ma a Schwechati Vasúti Múzeumban látható.
- A 92.2271 a Martinsberger Lokalbahnverein (vasúti társaság) tulajdonában van. 2010-től kezdve a Schwarzenau–Zwettl–Martinsberg szárnyvonalon nosztalgia-szerelvények vontatására használják (Alsó-Ausztria, Waldviertel).
- A 92.2234-et igen rossz állapotban a Strasshofi Vasúti Múzeumban őrzik (Strasshof an der Nordbahn, Alsó-Ausztria).

## A kkStB 178 a ČSD-nél

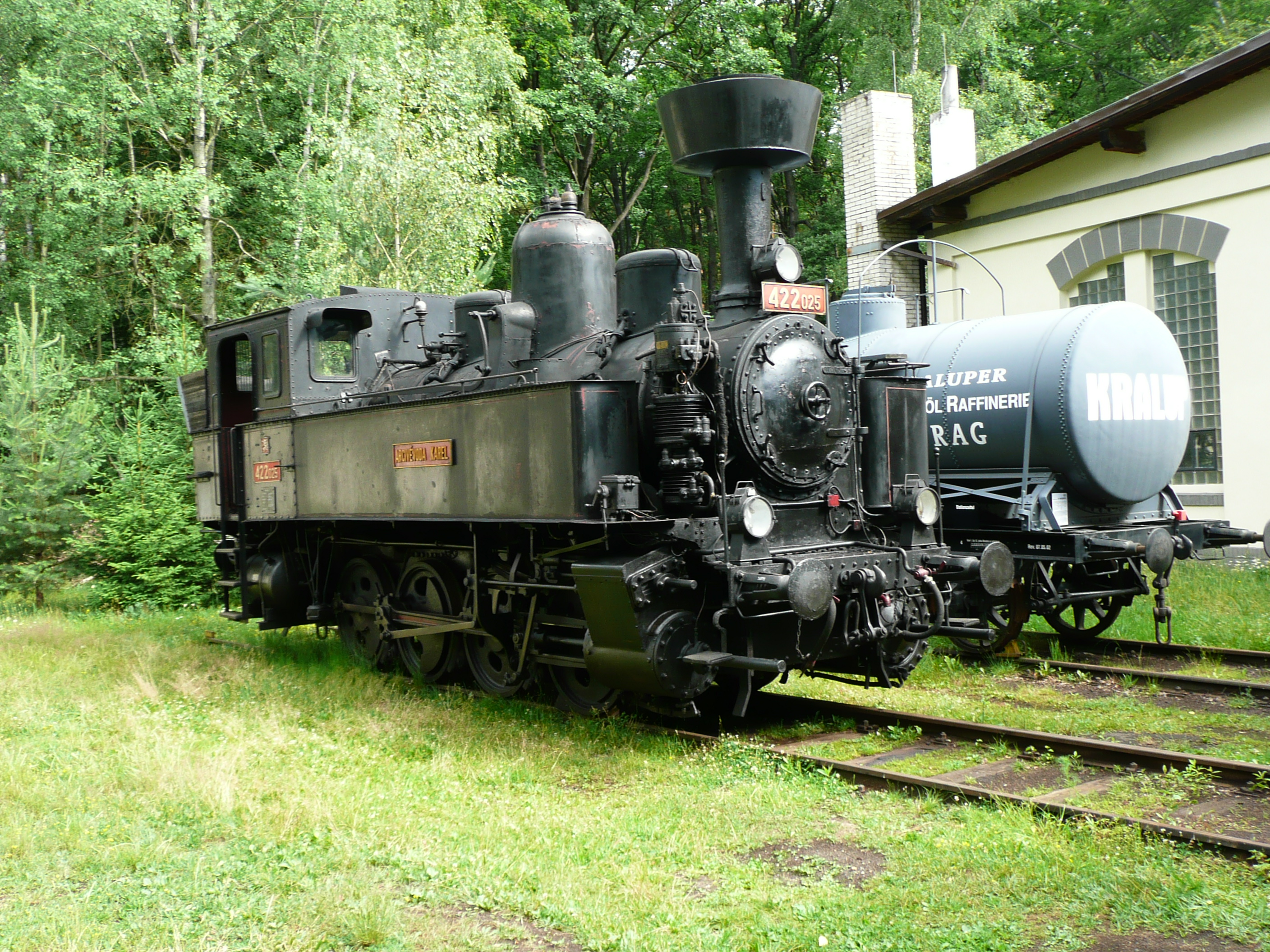
ČSD 422.025 (ex. kkStB 178.49 ARCIVÉVODA KAREL) im Eisenbahnmuseum Lužná u Rakovníka

1918-ban 105 db 178 sorozatú mozdony került a Csehszlovák Államvasutak birtokába. További 12 mozdonyhoz később a HÉV-ek államosításával jutott. A mozdonyokat 1924-ben a 422.0 sorozatba osztották. A 178 sorozat jól bevált, ez képezte a későbbi fejlesztésű 331.0, 354.1, 423.0 és 433.0 sorozatok alapját.
1970-ben selejtezték a sorozat utolsó példányát. A mozdonyok egy részét nosztalgiaszolgálatra megőrizték, a ČSD 422.025  (ex. kkStB 178.49,  ARCIVÉVODA KAREL) a prágai Műszaki Múzeumban tulajdona, a 422.0108 pedig a Szlovákiai Zólyomban van, üzemképes állapotban megőrizve.

## Fordítás
Ez a szócikk részben vagy egészben  a   kkStB 178 című német Wikipédia-szócikk fordításán alapul.  Az eredeti cikk szerkesztőit annak laptörténete sorolja fel. Ez a jelzés csupán a megfogalmazás eredetét és a szerzői jogokat jelzi, nem szolgál a cikkben szereplő információk forrásmegjelöléseként.